# Gare de Surgères
Gare de Surgères – stacja kolejowa w Surgères, w departamencie Charente-Maritime, w regionie Nowa Akwitania, we Francji.
Została otwarta w 1857 przez Compagnie du chemin de fer de Paris à Orléans. Jest stacją Société nationale des chemins de fer français (SNCF), obsługiwaną przez pociągi TGV i TER Poitou-Charentes.